# Soliclymenia
Soliclymenia is een uitgestorven geslacht van mollusken, dat leefde tijdens het Laat-Devoon.

## Beschrijving
Deze ammonietachtige had een opvallend driehoekige, los gespiraliseerde schelp met een afgeronde buikzijde, een wijde navel, eenvoudige dicht opeenstaande ribben en weinig complexe sutuurlijnen. De diameter van de schelp bedroeg ongeveer 2 cm.

## Leefwijze
Dit mariene geslacht bewoonde diepe wateren, waar hij een groot deel van zijn tijd doorbracht op de bodem. Het was een vrij goede zwemmer.